# Уралкалій
Уралкалій — російська компанія, найбільший в світі виробник калійних добрив. Повне найменування — Товариство з обмеженою відповідальністю «Уралкалий».
Виробничі потужності компанії знаходяться в Березниках і Солікамську Пермського краю, штаб-квартира — в Березниках.

## Історія
«Уралкалій» розробляє одне з найбільших родовищ калійно-магнієвих солей у світі — Верхньокамське. Запаси сильвініту (сировини для виробництва хлористого калію), що належать компанії, складають у відносному вираженні 22 % від загальносвітових. В абсолютному вираженні запаси залягають солей рівні близько 8,2 млрд тонн, що при поточних рівнях видобутку може забезпечити компанію сировиною на 200 років.
Значну частина природних калійних солей переробляють в технічний продукт — хлористий калій, який використовується як добриво, що вноситься або безпосередньо в ґрунт, або в складі складних, комплексних, добрив. Крім цього, хлористий калій використовується і в інших галузях промисловості: хімічній, нафтохімічній, харчовій, фармацевтичній.